# Vigodarzere
Vigodarzere (Vigodàrzare in veneto) è un comune italiano di 13 250 abitanti della provincia di Padova in Veneto.

## Origini del nome
Il toponimo significa "villaggio sull'argine" (o anche "villaggio fortificato", dal latino agger) con evidente riferimento alla posizione del paese sul fiume Brenta.

## Storia
La storia di Vigodarzere è in gran parte legata al suo grande interesse strategico e militare.
L'insediamento fu valorizzato per la prima volta dai Romani, che vi crearono una stazione militare di guardia a Padova (Patavium), protetta da una guarnigione. Il luogo era ideale, poiché difeso naturalmente dal fiume Brenta.
"…Un soldato havia preso una bella putta da villa presso Padova e la portava in groppa del cavallo, co la fo in sul ponte di Vigo d'Arzere la detta si butò zo dal cavallo, saltò su del ponte e andò in Brenta e subito s'annegò…"
Buzzaccarini

### Simboli
Lo stemma e il gonfalone sono stati concessi con decreto del presidente della Repubblica del 14 luglio 1975.
La torre ricorda il castello appartenuto alla nobile famiglia da Vigodarzere, trasformato poi in abitazione, che probabilmente si ergeva presso il Brenta, ai confini con l'attuale comune di Cadoneghe; la merlatura alla guelfa fa riferimento alla fazione delle principali famiglie nobili locali (da Vigodarzere e da Scintilla) schierate contro il ghibellino Ezzelino III da Romano. Sotto la fortificazione è raffigurato il Brenta che scorre nella fertile campagna.
Nel secondo quarto viene riportato il sigillo della locale certosa (1554-1770) che aveva come simbolo tre rose rosse in campo d'argento.
Il terzo quarto si ispira allo stemma dei da Scintilla, di cui un ramo si chiamò da Ottavo, che avevano come emblema una stella rossa da cui uscivano scintille disposte a raggiera.
Nell'ultimo quarto il blasone dei da Vigodarzere, feudatari del paese da cui presero il nome.
Il gonfalone è un drappo inquartato di rosso e di bianco.

## Monumenti e luoghi di interesse

### Architetture religiose

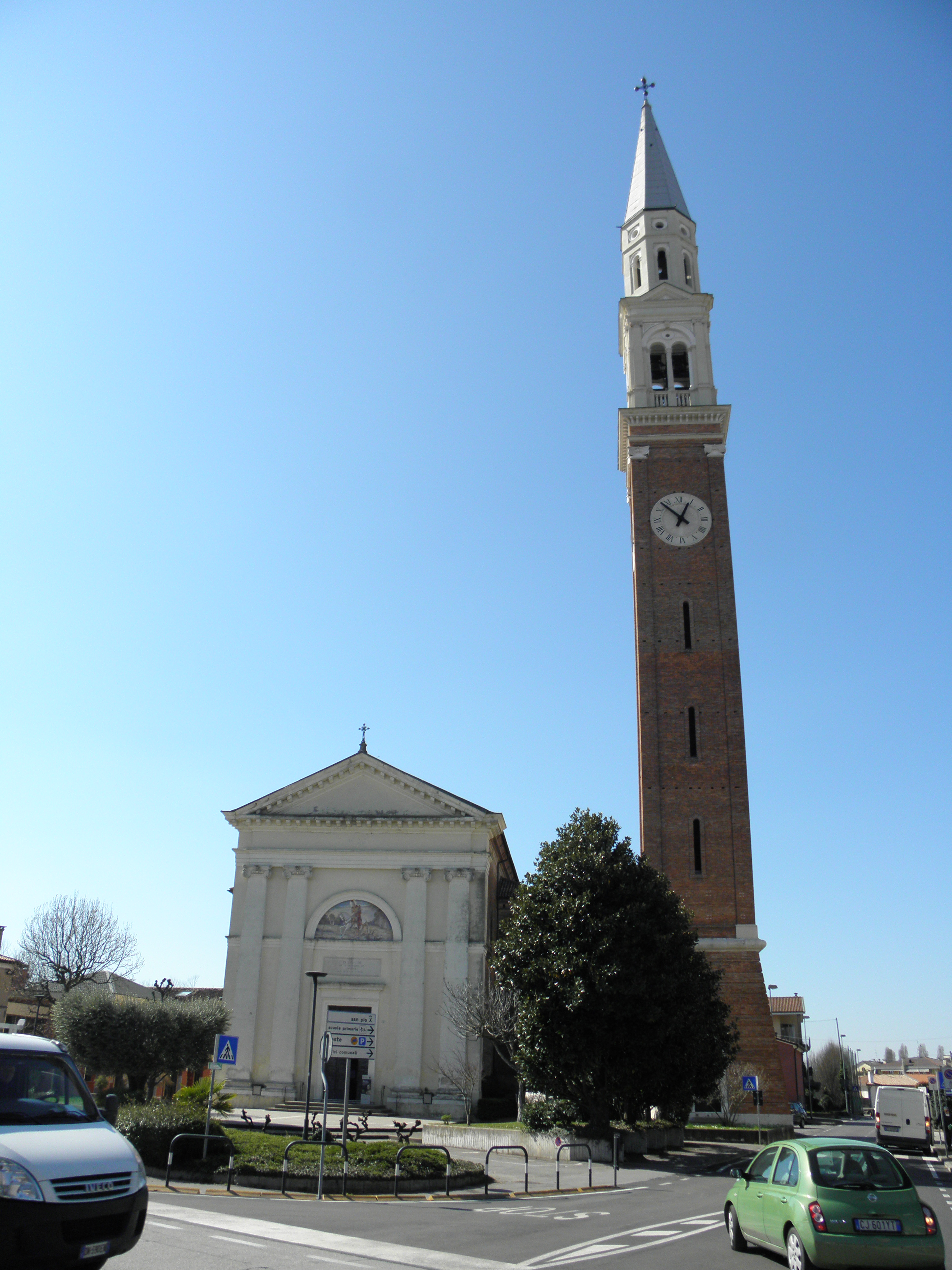
La chiesa parrocchiale di San Martino.

- Certosa: di proprietà di privati del complesso, realizzato nel XV secolo.[9]
- Chiesa parrocchiale di San Martino: sita nel capoluogo comunale e dedicata a San Martino di Tours, l'attuale chiesa venne completata alla fine del XIX secolo in sostituzione della precedente, oramai fatiscente, in stile romanico. La sua costruzione si protrasse per quasi un secolo, veenendo consacrata solo il 27 ottobre 1878, anno in cui l'edificio religioso venne terminato. L'erezione del campanile fu successiva di qualche anno, intorno al 1897.[10]
- Chiesa parrocchiale di Sant'Antonio di Padova: sorge nella frazione Terraglione, realizzata nella prima parte del XX secolo in stile neoromanico dopo che l'abitato, già identificato con il toponimo Salgaro, era rimasto senza un edificio religioso per quasi sessant'anni. Dal 1939 sede parrocchiale, la chiesa fu completata nel 1947.[11]
- Chiesa parrocchiale di San Pietro Apostolo, nella frazione Tavo.

### Architetture civili
Fonte: sito magicoveneto.it
- Villa Farini-Brezzo, nella frazione Tavo (XVII secolo)
- Villa Marin-Zusto-Vendramin, (XVI secolo)
- Villa Mussato-Farini-Morosinotto, nella frazione Tavo, (XIV-XVIII secolo) Residenza rurale della famiglia del patriziano veneziano Mussato, fu luogo di nascita dell'umanista e politico Albertino Mussato (1261-1329).
- Villa Nardi
- Villa Trevisan-Pisani-Romanin, nella frazione Saletto (XVI secolo)
- Villa Tron-Giacomelli-Asti, nella frazione Saletto (XVII secolo)

## Società

### Evoluzione demografica
Abitanti censiti

## Geografia antropica
Il comune di Vigodarzere è situato in una vasta zona pianeggiante lambita dal fiume Brenta posta immediatamente a nord della città di Padova. Proprio a causa di questa posizione veniva considerato l'ultimo avamposto a protezione della sottostante città.
Vigodarzere, oltre che con Padova a sud, confina anche a nord con Campodarsego, Curtarolo e San Giorgio delle Pertiche, ad ovest con Limena e ad est con Cadoneghe, quasi tutti appartenenti all'hinterland padovano.

## Infrastrutture e trasporti

### Strade
La principale arteria stradale che attraversa il territorio comunale è la strada provinciale 46, che prende il nome, dall'intersezione con la strada regionale 307, di via Roma, vis Ca' Pisani e via Vittorio Veneto a Vigodarzere, proseguendo verso nord-ovest in località Saletto e successivamente nella frazione Tavo, attraversando il territorio del comune di Santa Maria di Non e raggiungendo infine Arsego, nel comune di San Giorgio delle Pertiche.

#### Ciclovie
Lungo gli argini del Brenta a Vigodarzere si può osservare un suggestivo panorama, passando vicino alla Certosa arrivando fino a Limena.
Si può percorrere in bicicletta anche la riva destra del Muson dei Sassi partendo da Pontevigodarzere dove il fiume incontra il Brenta (località Castagnara) fino alla località Anconetta (Comune di San Giorgio delle Pertiche) dopo aver attraversato Terraglione e Campodarsego.

### Ferrovie
Il territorio di Vigodarzere è servito dall'omonima stazione ferroviaria posta sulla tratta comune delle ferrovie Padova-Bassano e Calalzo-Padova, gestite da Rete Ferroviaria Italiana (RFI). Classificata da RFI nella categoria "Bronze", offre un servizio di treni regionali svolti da Trenitalia.

### Mobilità urbana
Il territorio è servito dalla linea urbana di Padova U19 gestita da Busitalia - Sita Nord che collega il capoluogo Padova con Vigodarzere fino alla località Saletto raggiungendo anche, solo in orario scolastico, la frazione Tavo.

## Amministrazione
| Sindaco                    | Inizio mandato | Fine mandato   | Partito                      |
| -------------------------- | -------------- | -------------- | ---------------------------- |
| Francesco Francini Pesenti | 6 giugno 1993  | 12 maggio 2001 | Lega Nord                    |
| Roberto Zanovello          | 13 maggio 2001 | 27 maggio 2006 | Lista civica centro-destra   |
| Franco Frazzarin           | 28 maggio 2006 | 15 maggio 2011 | Lista civica centro-sinistra |
| Francesco Vezzaro          | 16 maggio 2011 | 5 giugno 2016  | Lista civica centro-sinistra |
| Adolfo Zordan              | 6 giugno 2016  | In carica      | Centro-destra Lega Nord      |